# Nederlandse Defensie Academie
De Nederlandse Defensie Academie (NLDA) is een militaire academie die de instituten voor de algemene officiersopleidingen bundelt voor alle krijgsmachtdelen op alle niveaus: de initiële officiersopleidingen en de loopbaanopleidingen op het hoger- en topmanagementniveau. Gekoppeld aan het wetenschappelijk onderwijs verricht de NLDA ook wetenschappelijk onderzoek voor kennisontwikkeling, innovatie en beleidsondersteuning. Waar mogelijk en zinvol werkt de NLDA samen met civiele universiteiten en hogescholen.
Het motto van de NLDA luidt: Kennis is macht, karakter is meer. Dit motto is overgenomen van het Koninklijk Instituut voor de Marine. Een detail is dat de leus hetzelfde acroniem heeft als dit instituut, namelijk KIM.

## Geschiedenis
De NLDA is opgericht op 2 september 2005. Van 1850-1857 was er ook al even sprake van gecombineerd studeren aan de toenmalige "Koninklijke Militaire Academie voor Zee- en Landmagt". Destijds was men niet onverdeeld enthousiast over de samenwerking en werden de opleidingen daarom gescheiden. Tegenwoordig zijn de geluiden juist zeer positief, ook omdat slechts een deel van de opleiding op een ander instituut wordt gevolgd.

## Accreditatie
Een van de belangrijkste doelen van de NLDA is het accrediteren van de opleiding door de NVAO. Hiermee zou de NLDA een Bachelor of Science mogen uitgeven aan de afgestudeerde officieren. De opleiding Militaire Bedrijfswetenschappen (MBW) gegeven aan de Faculteit Militaire Wetenschappen (FMW) is hierbij de modelopleiding binnen de NLDA. In maart 2009 werd bekend dat de accreditatie een stap dichterbij was gekomen nadat een onafhankelijke organisatie de FMW opleiding heeft beoordeeld als "mogelijk in aanmerking om een Bachelor uit te geven". In juni 2009 werd ook de opleiding Militaire Systemen en Technologie (MS&T) gevisiteerd. Het eindoordeel van de visitatiecommissie was "De bacheloropleiding Militaire Systemen & Technologie voldoet aan de eisen voor de basiskwaliteit die een voorwaarde zijn voor accreditatie (QANU-rapport, september 2009).
Op 7 januari 2012 gaf het Ministerie van Defensie een persbericht uit waarin werd bevestigd dat de NLDA is geaccrediteerd met ingang van het academisch jaar 2011-2012. Alle drie de opleidingen, MBW, Krijgswetenschappen (KW) en MS&T geeft toekomstige geslaagde officieren het recht tot het voeren van de titel Bachelor of Science voor MBW en MS&T en Bachelor of Arts voor KW. De titel wordt uitgegeven door de Stichting Wetenschappelijk Onderwijs en Onderzoek NLDA, die hiervoor door de Minister van OCW gemachtigd is.

## Instituten NLDA
- Koninklijk Instituut voor de Marine
- Koninklijke Militaire Academie
- Instituut Defensie Leergangen
- Leergang Topmanagement Defensie
- Nederlands Instituut voor Militaire Historie
- Faculteit Militaire Wetenschappen
- ExpertiseCentrum Leiderschap Defensie[4]
- TalenCentrum Defensie[4]

## Opleidingen van de NLDA

### Bacheloropleidingen
- Krijgswetenschappen (KW)
- Militaire bedrijfswetenschappen (MBW)
- Militaire systemen en technologie (MS&T)

### Masteropleidingen
De faculteit militaire wetenschappen heeft inmiddels ook een aantal geaccrediteerde master opleidingen:
- Masteropleiding Military Strategic Studies
- European Joint Master’s in Strategic Border Management
- Masteropleiding Military Technology, Processes & Systems
- Masteropleiding Compliance and Integrity in International Military Trade

Deze master opleidingen zijn toegankelijk voor zowel burgers als militairen van defensie, maar ook niet aan het Ministerie van Defensie verbonden geïnteresseerden kunnen deze studie volgen. 
Voor afgestudeerde HBO-ers is er een speciale pre-master ontwikkeld ter voorbereiding op de masteropleiding Military Technology, Processes & Systems.

## Lijst van commandanten
| Namen               | in welke rang of betrekking werkzaam geweest | commandant NLDA |
| ------------------- | -------------------------------------------- | --------------- |
| A.G.D. van Osch:p45 | generaal-majoor der artillerie               | 2005-2007*      |
| S. van Groningen    | generaal-majoor Koninklijke Luchtmacht       | 2007-2010*      |
| ir. R.G. Tieskens   | generaal-majoor TS                           | 2010-2012*      |
| T.W.B. Vleugels     | generaal-majoor der infanterie               | 2012-2016*      |
| N. Geerts           | generaal-majoor der infanterie               | 2016-2019       |
| R. Oppelaar         | generaal-majoor der mariniers                | 2019-2024       |
| ir. R. Sillen       | generaal-majoor TS                           | 2024-heden      |